# 広島県獣医師会
公益社団法人広島県獣医師会（こうえきしゃだんほうじんひろしまけんじゅういしかい、英語: Hiroshima Veterinary Medical Association）は、広島県知事所管の広島県の獣医師を会員とする公益法人。

## 本部所在地
- 〒734-0034 広島県広島市南区丹那町4-2

## 業務内容
- 獣医師会員の学術技能向上のための研修会・講習会事業等の実施
- 広島県との動物に関する連携事業
- 疾病している野鳥の保護・救護
- 県内各学校で飼われている動物の飼育指導
- 広島県内各市町村との連携事業
- 狂犬病の予防接種・防止活動